# Doing gender
Doing gender är inom sociologi och genusstudier en teoribildning vilken menar att genus, i stället för att vara en medfödd kvalitet hos människor, i västerländsk kultur är en psykologiskt betingad  social konstruktion som kontinuerligt återskapas till vardags i mänsklig interaktion. Denna term användes av Candace West och Don Zimmerman i deras artikel Doing Gender, publicerad 1987 i Gender and Society . Enligt denna artikel är en människas perfomativa ansats avsedd att konstruera det genusordnade beteendet som naturligt förekommande. Denna fasad upprätthåller ett system genom vilket människor bedöms i fråga om deras misslyckande eller framgång beträffande att uppfylla genussrelaterade samhällsförväntningar, kallad ansvarighetsstrukturen. Begreppet att göra kön utvidgades senare av författare som West och Fenstermaker i boken Doing Gender, Doing Difference . 